# 小倉恒
小倉 恒（おぐら ひさし、1970年8月10日 - ）は、栃木県鹿沼市出身の元プロ野球選手（投手）。

## 経歴

### プロ入り前
小学校低学年から野球を始め、「さつきが丘スポーツ少年団」でプレー。4年生の頃からずっと投手だった。鹿沼東中学校、県立鹿沼商工高等学校（旧校名：鹿沼農商）へ進学。甲子園を目指したが、出場は果たせなかった。
社会人でも野球を続けたかったがどこからも声がかからず、地元の野球クラブチーム「全足利クラブ」に所属する。足利市役所の体育・文化振興会の職員として働きながら、勤務後に野球の練習を続けた。
1992年、富士重工業の補強選手に選ばれ都市対抗野球大会に出場する。都市対抗野球に富士重工業・日立製作所・住友金属（日本製鉄）鹿島以外の北関東地区チームから出場した（補強選手に選ばれた）選手は2014年に全足利クラブが都市対抗野球に出場するまで20年以上現れなかった。
その後、1992年度ドラフト会議にてヤクルトスワローズから7位指名を受けて入団。クラブチーム所属選手が指名を受けるのは、ドラフト会議史上初のことだった。

### ヤクルト時代
1993年は10月17日の阪神タイガース戦でプロ初登板初先発を果たすも2回4失点で敗戦投手となった。同年はこの1試合の登板で終わった。
1994年は中継ぎとして13試合に登板したが、精彩を欠いた。
1995年も7試合の登板に終わった。
1996年はさらに減り、2試合にとどまった。
1997年は開幕から一軍登板できず、シーズン途中に馬場敏史・岩崎久則との交換トレードで広永益隆と共にオリックス・ブルーウェーブへ移籍。

### オリックス時代
監督の仰木彬に見出され、移籍後は主に中継ぎで起用された。7月20日の日本ハムファイターズ戦でプロ初勝利を挙げ、同年は防御率4.45と安定感を欠いたものの22試合に登板した。
1998年は12試合の登板に終わった。
1999年は48試合に登板し、5勝11S、防御率2.17の成績を残した。特に8月27日から9月10日までの間に連続で5セーブを挙げ「小倉大明神」と呼ばれていたことがあった。
2000年にはオールスターゲーム初出場を果たした。シーズンでは9勝5敗10S、防御率2.98の記録を残した。
2001年には先発へ転向し、4月28日の日本ハム戦（神戸）では初完投を初完封で飾った。7月1日には函館オーシャンスタジアムで、この年にリーグ優勝した近鉄戦でも完封勝利を挙げた（同年の近鉄戦で完封勝利を挙げたのは他に山田秋親のみ）。自身初の2桁勝利（10勝）を挙げて初の規定投球回に到達し、防御率はパ・リーグ4位の好成績を残す一方で一発病は直らず、26試合の先発登板で両リーグワーストの27被本塁打を浴びた。この年は同じ先発の加藤伸一も2桁勝利を挙げたが、チームは2002年から2004年まで最下位に沈み、2004年オフに近鉄と合併、その間に2桁勝利投手が現れなかったことから、小倉と加藤がブルーウェーブ時代最後の2桁勝利投手となった。
2002年は開幕に出遅れるものの、後半戦に勝ち星を重ねて7勝を挙げた。
2003年は精彩を欠いて4勝13敗と大きく負け越すなど、期待に応えられなかった。リリーフでは抑えとして7セーブを挙げるなど、全体では51試合に登板したが防御率4.52と不安定さが目立った。この年のチーム防御率は5.95と、いわゆる投壊の要因になった。
2004年は34試合に登板するも4勝5敗、防御率5.83と前年より防御率が悪化してしまう。先発登板は10試合だったが、自身の先発登板はこの年が最後となった。11月、選手分配ドラフトで東北楽天ゴールデンイーグルスへ移籍。

### 楽天時代
2005年は中継ぎで15試合に登板したものの、1勝2敗で防御率7.79の絶不調に終わった。9月下旬に球団から戦力外通告を受けた。現役続行を希望し、11月に12球団合同トライアウトを受験。それが次期監督就任が決まっていたヤクルト時代の指揮官だった野村克也の目に止まる。息子でもある捕手・カツノリ（野村克則）の進言もあり、野村は以前にも教え子だった小倉を再生させることを決意し、球団に再契約を迫る。球団側は当初難色を示すも最終的には野村の熱意に根負けし、再契約を受諾。小倉は大幅に年俸が下げられたものの再度楽天でプレーできることになった。
2006年は開幕当時に抑えとして期待された小山伸一郎が不振であったため、代わって抑えを任されたものの結果は芳しくなく抑え投手の座は福盛和男に明け渡し中継ぎ投手に回った。すると安定した投球を見せセットアッパーに定着した。しかし8月に福盛が乱調となると再び抑えの座に復帰した。8月17日にシーズン初セーブをあげる。このようにシーズン通じて中継ぎ、抑えと大車輪の活躍で楽天投手陣の中では最多の58試合に登板し、6勝7敗4セーブ15ホールド・防御率2.18というチーム最高の成績を収めた。6月30日の日本ハム戦（札幌ドーム）では、9回裏に左投手河本育之のワンポイント登板のため、一時的に一塁守備に就いた。この作戦は功を奏し、この9回裏のピンチはしのいだものの、延長10回に田中賢介からサヨナラ本塁打を被弾し敗戦投手となってしまった。オフにはイオン日米野球2006の代表に監督推薦選手として選ばれたが、メッツのホセ・レイエスに最終戦でサヨナラ満塁本塁打を献上し、全米の全勝でシリーズを終了させた。
2007年はキャンプで出遅れた。それでも福盛に繋ぐセットアッパーとして定着して前半はなんとか抑えていたが、シーズン後半になると打ち込まれる試合が目立ち、2度二軍へ降格するなど調子を落とした。結局39試合の登板にとどまりホールドも11に終わり防御率も前年より悪化し、5.76で終わった。
2008年は前年の抑えだった福盛がテキサス・レンジャーズへ移籍したためリリーフ陣が手薄になり、経験ある投手陣の1人として小倉の復活の期待がかかったが開幕当初から調子が上がらず、一軍登録を抹消されるとその間にこの年からリリーフへ転向した青山浩二、前年の大半を二軍で過ごした川岸強らが台頭したため大半を二軍で過ごした。結局小倉の一軍での登板はわずか8試合のみであった。10月1日、現役引退を発表。チーム最終戦当日の10月7日に一軍へ昇格、最後の登板を行う予定であったが、この最終試合がチームが対戦相手のソフトバンクとの5位争いを決する試合でもあり、かつその試合が延長にまでもつれ込む接戦だったこともあり登板機会はなく、そのまま16年間の現役生活に終止符を打った。

### 引退後
2009年はオリックス・バファローズと契約を結び、打撃投手として転身。

## 選手としての特徴
パッと思いつく変化球は一通り投げられると言われるほど多種多様な球種を持つ選手で、ナックルボールも投げられるという話だが実戦ではあまり投げない。
速球にも力があり、サイドスロー（楽天時代はスリークォーター）から常時140km/h近い球速を出せ、最速では150km/h弱になる。速球とスライダーが、実戦の投球の大部分を占めている。
また、実戦で投げる球種はどれも制球力が非常に高く、2006年に記録した四球は62回を投げてわずか13。イニングの約5分の1とこれだけでも少ないと言えるのだが、この内の10は故意四球である。欠点としては、多くのシーズンで被本塁打が多いことが挙げられる。

## 詳細情報

### 年度別投手成績
| 年 度      | 球 団      | 登 板 | 先 発 | 完 投 | 完 封 | 無 四 球 | 勝 利 | 敗 戦 | セ 丨 ブ | ホ 丨 ル ド | 勝 率 | 打 者 | 投 球 回 | 被 安 打 | 被 本 塁 打 | 与 四 球 | 敬 遠 | 与 死 球 | 奪 三 振 | 暴 投 | ボ 丨 ク | 失 点 | 自 責 点 | 防 御 率 | W H I P |
| ---------- | ---------- | ----- | ----- | ----- | ----- | -------- | ----- | ----- | -------- | ----------- | ----- | ----- | -------- | -------- | ----------- | -------- | ----- | -------- | -------- | ----- | -------- | ----- | -------- | -------- | ------- |
| 1993       | ヤクルト   | 1     | 1     | 0     | 0     | 0        | 0     | 1     | 0        | --          | .000  | 13    | 2.0      | 6        | 1           | 1        | 0     | 0        | 0        | 0     | 0        | 4     | 4        | 18.00    | 3.50    |
| 1994       | ヤクルト   | 13    | 0     | 0     | 0     | 0        | 0     | 0     | 0        | --          | ----  | 83    | 19.1     | 21       | 4           | 5        | 0     | 1        | 16       | 0     | 0        | 9     | 9        | 4.19     | 1.34    |
| 1995       | ヤクルト   | 7     | 0     | 0     | 0     | 0        | 0     | 1     | 0        | --          | .000  | 48    | 11.0     | 11       | 2           | 4        | 0     | 0        | 4        | 0     | 0        | 9     | 7        | 5.73     | 1.36    |
| 1996       | ヤクルト   | 2     | 0     | 0     | 0     | 0        | 0     | 0     | 0        | --          | ----  | 10    | 2.0      | 3        | 0           | 1        | 0     | 1        | 0        | 0     | 0        | 3     | 3        | 13.50    | 2.00    |
| 1997       | オリックス | 22    | 0     | 0     | 0     | 0        | 1     | 0     | 0        | --          | 1.000 | 137   | 32.1     | 36       | 2           | 8        | 0     | 1        | 24       | 1     | 0        | 16    | 16       | 4.45     | 1.36    |
| 1998       | オリックス | 12    | 0     | 0     | 0     | 0        | 1     | 0     | 0        | --          | 1.000 | 81    | 18.2     | 18       | 2           | 8        | 2     | 0        | 10       | 0     | 0        | 10    | 9        | 4.34     | 1.39    |
| 1999       | オリックス | 48    | 2     | 0     | 0     | 0        | 5     | 2     | 11       | --          | .714  | 411   | 103.2    | 86       | 5           | 25       | 3     | 3        | 84       | 1     | 0        | 25    | 25       | 2.17     | 1.07    |
| 2000       | オリックス | 48    | 3     | 0     | 0     | 0        | 9     | 5     | 10       | --          | .643  | 419   | 105.2    | 87       | 11          | 22       | 3     | 1        | 72       | 1     | 0        | 36    | 35       | 2.98     | 1.03    |
| 2001       | オリックス | 26    | 26    | 4     | 2     | 3        | 10    | 7     | 0        | --          | .588  | 659   | 164.0    | 156      | 27          | 26       | 1     | 1        | 128      | 1     | 0        | 70    | 66       | 3.62     | 1.11    |
| 2002       | オリックス | 17    | 15    | 1     | 1     | 0        | 7     | 4     | 0        | --          | .636  | 423   | 100.1    | 112      | 14          | 17       | 1     | 2        | 60       | 0     | 0        | 46    | 39       | 3.50     | 1.29    |
| 2003       | オリックス | 51    | 13    | 1     | 0     | 0        | 4     | 13    | 7        | --          | .235  | 531   | 125.1    | 129      | 22          | 32       | 8     | 4        | 104      | 3     | 2        | 68    | 63       | 4.52     | 1.28    |
| 2004       | オリックス | 34    | 10    | 0     | 0     | 0        | 4     | 5     | 0        | --          | .444  | 363   | 80.1     | 102      | 13          | 21       | 3     | 5        | 56       | 3     | 0        | 54    | 52       | 5.83     | 1.53    |
| 2005       | 楽天       | 15    | 0     | 0     | 0     | 0        | 1     | 2     | 0        | 2           | .333  | 83    | 17.1     | 25       | 3           | 8        | 0     | 0        | 10       | 0     | 0        | 16    | 15       | 7.79     | 1.90    |
| 2006       | 楽天       | 58    | 0     | 0     | 0     | 0        | 6     | 7     | 4        | 15          | .462  | 253   | 62.0     | 55       | 5           | 13       | 10    | 1        | 51       | 1     | 0        | 20    | 15       | 2.18     | 1.10    |
| 2007       | 楽天       | 39    | 0     | 0     | 0     | 0        | 2     | 1     | 0        | 11          | .667  | 127   | 29.2     | 33       | 1           | 6        | 1     | 0        | 27       | 0     | 0        | 19    | 19       | 5.76     | 1.31    |
| 2008       | 楽天       | 8     | 0     | 0     | 0     | 0        | 0     | 0     | 0        | 1           | ----  | 37    | 7.2      | 11       | 4           | 1        | 0     | 2        | 10       | 0     | 0        | 8     | 8        | 9.39     | 1.57    |
| 通算：16年 | 通算：16年 | 401   | 70    | 6     | 3     | 3        | 50    | 48    | 32       | 29          | .510  | 3678  | 881.1    | 891      | 116         | 198      | 32    | 22       | 656      | 11    | 2        | 413   | 385      | 3.93     | 1.24    |

- 各年度の太字はリーグ最高

### 記録
投手記録
- 初登板・初先発登板：1993年10月17日、対阪神タイガース26回戦（明治神宮野球場）、2回4失点で敗戦投手
- 初奪三振：1994年8月5日、対阪神タイガース18回戦（明治神宮野球場）、4回表に久慈照嘉から
- 初勝利：1997年7月20日、対日本ハムファイターズ19回戦（グリーンスタジアム神戸）、6回表1死に救援登板、2回2/3を無失点
- 初セーブ：1999年5月25日、対大阪近鉄バファローズ10回戦（大阪ドーム）、8回裏1死に2番手として救援登板・完了、1回2/3を無失点
- 初先発勝利：2000年9月26日、対日本ハムファイターズ25回戦（東京ドーム）、5回2失点
- 初完投勝利・初完封勝利：2001年4月28日、対日本ハムファイターズ7回戦（グリーンスタジアム神戸）
- 初ホールド：2005年7月12日、対オリックス・バファローズ10回戦（岩手県営野球場）、6回表2死に2番手として救援登板、1/3回無失点

その他の記録
- オールスターゲーム出場：2回 （2000年、2001年）

### 背番号
- 54 （1993年 - 1997年途中）
- 58 （1997年途中 - 1998年）
- 27 （1999年 - 2005年）
- 13 （2006年 - 2008年）
- 103 （2009年 - ）※打撃投手